# Badia del Jade
La Badia del Jade, en alemany Jadebusen, és una ampla badia al mar del Nord a la Baixa Saxònia. Pren el seu nom del riu Jade. A les seves ribes es troben els ports de Wilhelmshaven i el Jade-Weser-Port, aquest darrere sent l'únic port de mar profund d'Alemanya que serveix d'avantport per a Bremerhaven.

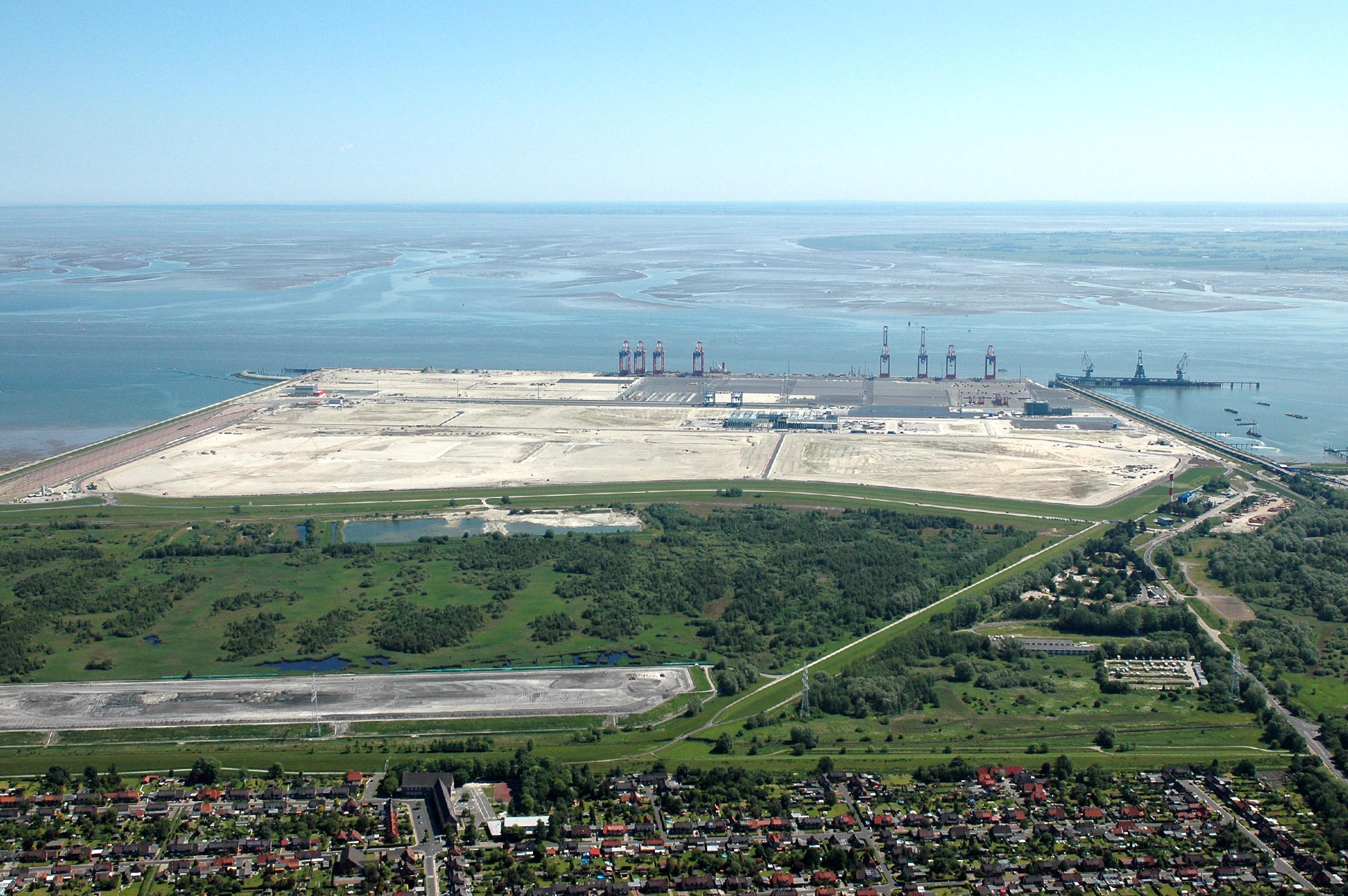
Panorama de la badia des del Jadeweserport cap a Cuxhaven

Els rius Maade i Jade alimenten la badia